# Ganggrab von Giver
Das 2010 restaurierte Ganggrab von Giver liegt beim Dorf Rebstrup, östlich von Aars im dänischen Himmerland. Das Ganggrab aus der Vorzeit ist eine Megalithanlage der Trichterbecherkultur (TBK). Es entstand im Neolithikum zwischen 3500 und 2800 v. Chr. Das Ganggrab ist eine Bauform jungsteinzeitlicher Megalithanlagen, die aus einer Kammer und einem baulich abgesetzten, lateralen Gang besteht. Diese Form ist primär in Dänemark, Deutschland und Skandinavien, sowie vereinzelt in Frankreich und den Niederlanden zu finden. Neolithische Monumente sind Ausdruck der Kultur und Ideologie neolithischer Gesellschaften. Ihre Entstehung und Funktion gelten als Kennzeichen der sozialen Entwicklung.

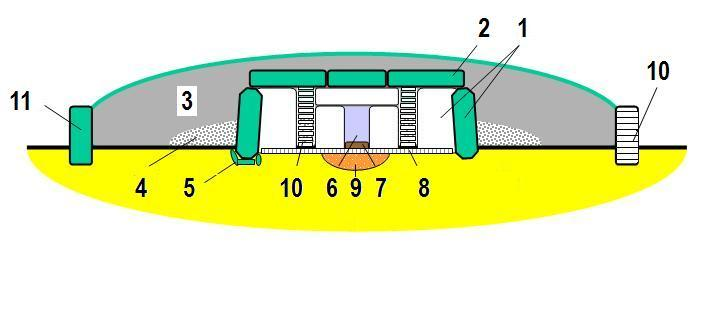
Schema Ganggrab (Querschnitt) 1= Trag-, 2= Deckstein, 3= Erdhügel, 4= Dichtung, 5= Verkeilsteine, 6= Zugang, 7= Schwellenstein. 8= Bodenplatten, 9= Unterbodendepots, 10= Zwischenmauerwerk 11= Randsteine

## Restaurierung
In das Ganggrab (dänisch Jættestue –  „Riesenstube“) war eine Dachsfamilie eingezogen, so dass die Kammer einer Restaurierung unterzogen werden musste. Auch in anderen Großsteingräbern haben Füchse und Dachse Tragsteine untergraben, was letztlich dazu führen kann, dass die Denkmale zusammenbrechen.
Bei der Wiederherstellung des Hünengrabes stellte sich heraus, dass die Dachse zwei der Tragsteine untergraben hatten. Eine Kammerrestaurierung im Jahre 1910, bei der ein 27,2 cm langer Feuersteindolch gefunden wurde, war erforderlich, um Regenwasser, das die Steine zersetzte, fernzuhalten. Es war sehr aufwendig, den Gang und den Boden freizulegen. Aber dann fanden die Archäologen eine intakte Anlage mit gepflastertem Boden und feinem Zwischenmauerwerk zwischen den Tragsteinen. Eine der unangenehmen Überraschungen war, dass trotzdem ein Trag- und ein Deckstein im Begriff waren zu zerbröckeln. Der Grund dafür ist, dass die Schutzschicht aus Stein, Erde und Feuerstein, die seit der Jungsteinzeit dafür gesorgt hatte, dass in intakte Anlagen kein Regenwasser eindringt, zerstört wurde. Daher wurde bei der Restaurierung eine schützende Membrane über das Ganggrab gelegt, so dass das Regenwasser abgeführt wird. Auf der Membrane wurde eine Schicht aus Erde und Rasen platziert. Rollgras soll den Bau sichern, bis der Naturrasen angewachsen ist. Es wurde ein Tor vor dem Zugang angebracht, um kleinere Tiere von der archäologischen Stätte fernzuhalten.

## Umbau
Während der Restaurierung stellte sich heraus, dass der Hügel in der späten Steinzeit umgebaut wurde. Der radikale Umbau erfolgte mehrere Jahrhunderte, nachdem das Hünengrab errichtet wurde (wahrscheinlich in der Dolchzeit), und führte dazu, dass der äußere Teil des Ganges entfernt wurde und ein Randsteinkreis um den Erdhügel platziert wurde. Die Restauration berücksichtigte die verschiedenen Bauphasen und hat den ursprünglichen Zugang nicht wiederhergestellt.
Der Runenstein von Giver liegt an der Giver Kirke.